# VivaColombia
VivaColombia — бюджетная авиакомпания Колумбии со штаб-квартирой в Медельине, работающая в сфере коммерческих авиаперевозок внутри страны. Первый лоу-костер Колумбии.
Портом приписки авиакомпании и её главным транзитным узлом (хабом) является международный аэропорт имени Хосе Марии Кордовы в Медельине, в качестве основного пункта назначения используется международный аэропорт имени Рафаэля Нуньеса в Картахене.

## Общие сведения
VivaColombia эксплуатирует воздушные суда одной модели Airbus A320. На пресс-конференции руководства перевозчика, состоявшейся 10 ноября 2011 года, было объявлено о планируемой замене двигателей всех самолётов авиакомпании на более экономичные моторы производства фирмы CFM.
В планах VivaColombia организация 32 регулярных маршрутов внутри Колумбии и 12 международных маршрутов в страны Центральной, Южной Америки и юга Соединённых Штатов.
В марте 2023 года работа авиакомпании была прекращена, перевозки начало выполнять ВВС страны (включая президентский самолет)

## Маршрутная сеть
В мае 2013 года маршрутная сеть регулярных перевозок авиакомпании VivaColombia состояла из следующих пунктов назначения:
- Колумбия
  - Апартадо — аэропорт имени Антонио Рольдана Бетанкура
  - Барранкилья — международный аэропорт имени Эрнесто Корстиссоса
  - Богота — международный аэропорт Эль-Дорадо
  - Букараманга — международный аэропорт Палонегро
  - Кали — международный аэропорт имени Альфонсо Бонилья Арагона
  - Картахена — международный аэропорт имени Рафаэля Нуньеса
  - Медельин — международный аэропорт имени Хосе Марии Кордовы — хаб
  - Монтерия — аэропорт Лос-Гарсонес
  - Перейра — международный аэропорт Матеканья
  - Сан-Андрес-и-Провиденсия — международный аэропорт имени Густаво Рохаса Пинильи

## Флот

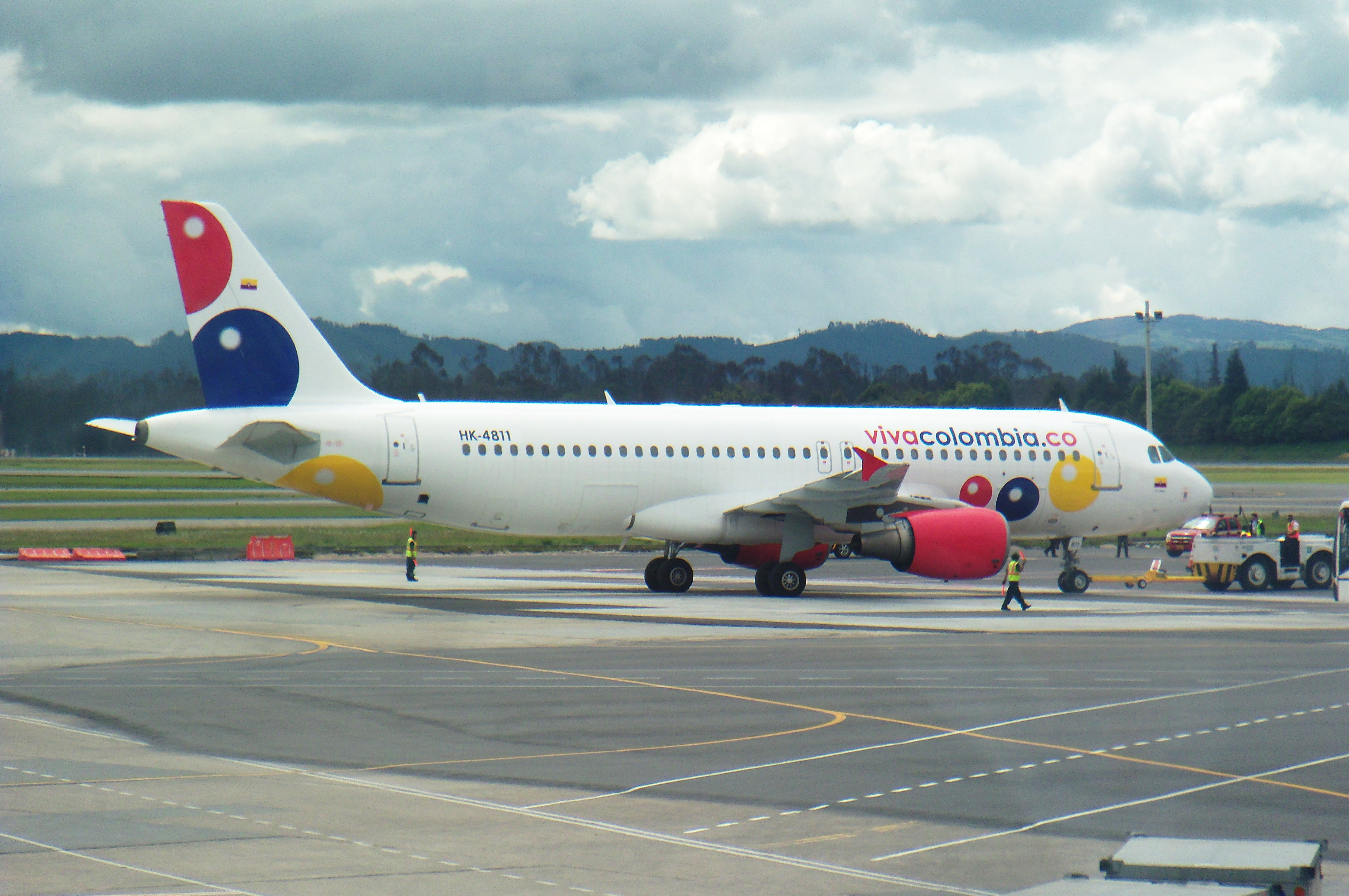
Airbus A320 авиакомпании VivaColombia

В июне 2014 года воздушный флот авиакомпании составляли следующие самолёты: